# Joe Petagno
Joe Petagno (Portland, Maine, 1 de enero, 1948) es un artista estadounidense, conocido principalmente por crear imágenes usadas en las portadas de álbumes de rock de bandas como Pink Floyd, Led Zeppelin, Nazareth, Motörhead, Roy Harper, Marduk, Bal-Sagoth y Demonic. 

## Biografía
Petagno nació en Portland, Maine, y abandonó los Estados Unidos en 1973. El artista trabajó con el colectivo de diseño gráfico Hipgnosis, y en 1975 conoció a Lemmy Kilmister, vocalista y bajista del grupo Motörhead. Petagno diseñó el personaje “War-Pig” (también conocido como Snaggletooth, The Iron Boar, The Bastard o The Little Bastard) para la portada del álbum debut de la banda y continuó diseñando la mayoría de las portadas de sus posteriores discos. A Petagno se le ocurrió el concepto de la mascota de la banda después de estudiar los cráneos de puercos salvajes, gorilas y perros. 
El artista también es conocido por sus portadas de libros de ciencia ficción, sobre todo por la edición de colección de The Silver Locust (título que recibió el libro Crónicas marcianas en el Reino Unido) de Ray Bradbury. 
También ha trabajado en portadas fuera del metal y el rock. Cuando Graeme Edge dejó The Moody Blues, se alió con Adrian Gurvitz para formar The Graeme Edge Band. Sus dos lanzamientos tuvieron portadas ilustradas por Petagno, al igual que Paradise Ballroom (1977), en el que usó a una mujer bailando.
También ilustró las portadas de The Baker Gurvitz Army (1975) con los tres miembros de la banda homónima cabalgando; y Elysian Encounter (1975) mostrando una especie de astronautas o figuras religiosas llevando el estilo temprano característico de Petagno.